# Im Schatten des Bösen – Der Krieg gegen die Frauen im Kongo
Im Schatten des Bösen – Der Krieg gegen die Frauen im Kongo ist ein im Auftrag des SWR in Zusammenarbeit mit Arte produzierter Dokumentarfilm, der die Menschenrechtsverletzungen an den Frauen im Kongo thematisiert. Der Film wurde am 15. November 2007 auf Arte erstausgestrahlt und gewann 2008 unter anderem den Deutschen Menschenrechts-Filmpreis.

## Inhalt
Ndamosu M'Buefuh ist 70 Jahre alt. Sie wurde mehrmals vergewaltigt, ihr Ehemann und ihre fünf Kinder getötet. Die dreißigjährige Ntakobajira M'Bisimwa wurde als Sexsklavin in einem Rebellenlager gefangen gehalten. Die achtzehnjährige Noella M'Mburugu musste diese Tortur drei Jahre aushalten. Sie gebar dort einen Sohn. Sie nannte ihn „Amani“, was so viel bedeutet wie ‚Frieden‘. Ihre Peiniger entrissen ihr das Kind und jagten sie fort, denn sie wurde krank, konnte nicht mehr arbeiten.
Das Panzi-Hospital des kongolesischen Gynäkologen Denis Mukwege (Friedensnobelpreis 2018) liegt in Bukavu, der Hauptstadt der Provinz Sud-Kivu. Dort werden schwer verletzte und traumatisierte Frauen und Mädchen behandelt. Sie sind Opfer grausamer Vergewaltigungen geworden. Denn im Nordosten des Kongo herrscht noch immer Krieg. Milizen marodieren durch die unzugänglichen Wälder. Sie töten, plündern, brandschatzen. Frauen und Kinder werden systematisch vergewaltigt und misshandelt.
Häufig finden die Vergewaltigungen öffentlich statt, vor der ganzen Dorfgemeinschaft, ihren eigenen Kindern, Ehemännern, Großvätern. Sie bedienen sich auch glühender Gegenstände, Ängste, scharfer Werkzeuge, Bajonetten oder Gewehrläufen. Der Unterleib der Frauen ist danach vollkommen zerstört. Frauen und Mädchen jeden Alters, sogar Babys, sind Opfer unvorstellbar grausamer sexualisierter Gewalt. Die zehnjährige Elisa ist seither inkontinent, sie kann weder Wasser noch Fäkalien halten und muss ständig Binden tragen. Sie alle leiden unter extremen Angstzuständen und fürchten, wieder in ihre Heimatdörfer zurückkehren zu müssen, dann nämlich wenn die medizinische Behandlung im Panzi-Hospital abgeschlossen ist.
Die Täter sind in Sud-Kivu vor allem Hutu-Milizen, die 1994 nach dem Völkermord in Ruanda im Nachbarland Kongo Zuflucht suchten. Sie finanzieren ihre Waffen mit der Ausbeutung von Rohstoffen. Denn die Provinz ist reich an Gold, an dem Zinnerz Kasserit und an Coltan, das für die Herstellung von Laptops und Handys verwendet wird. Das Ziel der Verbrecher: Terror, die Ausübung von Macht durch Erniedrigung, Demütigung und Zerstörung.
Die Dokumentation Im Schatten des Bösen zeigt, wie die systematische Vergewaltigung und Verstümmelung der Frauen im Kongo als Kriegswaffe eingesetzt wird.

## Kritiken
„Anhand von Frauen, die im Panzi-Krankenhaus der kongolesischen Provinz Süd-Kivu Zuflucht und Pflege fanden, erinnert der schockierende Film an die Auswirkungen des immer noch tobenden Bürgerkriegs für Frauen und Mädchen. Dabei macht er deutlich, dass Terror, Erniedrigung und Demütigung an der Tagesordnung sind und Vergewaltigung nicht nur ein Verbrechen ist, sondern von den Hutu-Milizen systematisch als Kriegswaffe eingesetzt wird.“

## Hintergrund
Susanne Babila, Kameramann Jürgen Killenberger und Tontechniker Felix Hugenschmidt haben einige Frauen vier Wochen begleitet und sind Zeugen unvorstellbarer Verbrechen gegen die Menschlichkeit geworden.
Die Menschen im Kongo kennen nach zehn Jahren Krieg nur Chaos und Gewalt. Über vier Millionen Tote gab es bisher – die meisten starben an auf der Flucht an Hunger und Krankheiten. Seit 2003 herrscht zwar offiziell Frieden, doch das Land kommt nicht zur Ruhe. Rivalisierende Milizen brandschatzen, vergewaltigen, töten.
In der Provinz Sud-Kivu sind es vor allem Hutu-Rebellen, die nach dem Völkermord 1994 in Ruanda im Süd-Kivu Zuflucht suchten. Sie haben sich in den unzugänglichen Wäldern eingenistet, gemeinsam mit kongolesischen Banditen. Bis zu zehntausend sollen es sein. Sie marodieren durch die Dörfer, vergewaltigen, brandschatzen, töten. Wer nicht mit den Milizen kollaboriert oder sie gar verrät, wird erbarmungslos bestraft.
Rund 18.000 UN-Friedenssoldaten sind im Nordosten des Landes im Rahmen der Mission de l’Organisation des Nations Unies en République Démocratique du Congo (MONUSCO) stationiert, doch sie können nur wenig ausrichten. Denn die Provinz ist so groß wie Irland und es gibt keine Straßen, nur Schlammpisten oder Trampelpfade. Die UN-Soldaten können viele Dörfer nicht erreichen und kennen sich nicht aus. Sie liegen im Dschungel, es ist gebirgig. Derzeit gibt es keine Funkmasten für Handys, keine Telefone, keine Infrastruktur – also auch kein genaues Frühwarnsystem vor neuen Angriffen, ein ideales Gebiet für Banditen.
Vergewaltigung wird als Waffe im Krieg eingesetzt. Vor allem werden Frauen und Kinder systematisch vergewaltigt und misshandelt. Frauen jeden Alters, 80-jährige Großmütter oder 5-jährige Mädchen, sogar Babys, sind Opfer unvorstellbar grausamer sexualisierter Gewalt.
Die Täter meinen durch die Vergewaltigung von Jungfrauen übernatürliche Kräfte zu erlangen oder vor AIDS geschützt zu sein. Viele Frauen werden nach den Vergewaltigungen umgebracht oder sterben an den Folgen. Oder sie nehmen sich selbst das Leben. Die Überlebenden sind schwerst traumatisiert. Meist ist für die Opfer eine Rückkehr in die Dörfer ausgeschlossen.
Vergewaltigung, noch dazu durch einen Soldaten, gilt im Kongo als größte Schande für die Familie und ist ein Tabuthema. Denn die Frau gilt als Symbol der Ehre und Moral. Wird sie vergewaltigt, ist die Familienehre beschmutzt. Manche Männer verstoßen ihre vergewaltigten Frauen, andere Brüder, Väter, Ehemänner irren verwirrt in den Wäldern umher, weil sie selbst traumatisiert sind. Für die schwerst traumatisierten Opfer gibt es so gut wie keine medizinische, psychologische oder materielle Hilfe; ganz zu schweigen von den Kindern, die häufig Zeugen der Gräueltaten wurden. Dadurch bleibt das Trauma generationsübergreifend bestehen.
Viele Frauen nehmen sich das Leben, weil sie die Erinnerungen nicht verkraften oder an AIDS erkrankt sind. Vor allem junge Frauen landen in der Prostitution, andere werden alkoholabhängig. Ohne Hilfe ist ihre Situation ausweglos. Zwar können Frauen vor den Internationalen Strafgerichtshof ziehen, doch wer unterstützt sie in einem Land wie dem Kongo, das sich zwar bemüht nach den Wahlen eine Regierung zu bilden, aber noch weit davon entfernt ist, über ein auch nur rudimentär funktionierendes Justizsystem und eine Strafverfolgung zu verfügen. Viele Frauen trauen sich nicht über die Gräuel zu sprechen, schämen sich und haben Angst vor Rache.
Die systematischen Vergewaltigungen und Misshandlungen der Frauen im Kongo sind eine Kriegswaffe, die gezielt eingesetzt wird. Die Frauen sind der Motor der Gesellschaft, ganz besonders in Afrika; sie bestellen die Felder, ernähren die Familie und erziehen die Kinder.
Mit der Zerstörung der Frau wird der Motor, das Herz des Landes zerstört.

## Auszeichnungen
Im Schatten des Bösen – Der Krieg gegen die Frauen im Kongo ist am 6. Dezember 2008 in Nürnberg mit dem Deutschen Menschenrechts-Filmpreis ausgezeichnet worden. Außerdem gewann der Film den 5. Marler Fernsehpreis für Menschenrechte in der Kategorie „Dokumentation Ausland“.